# Metal

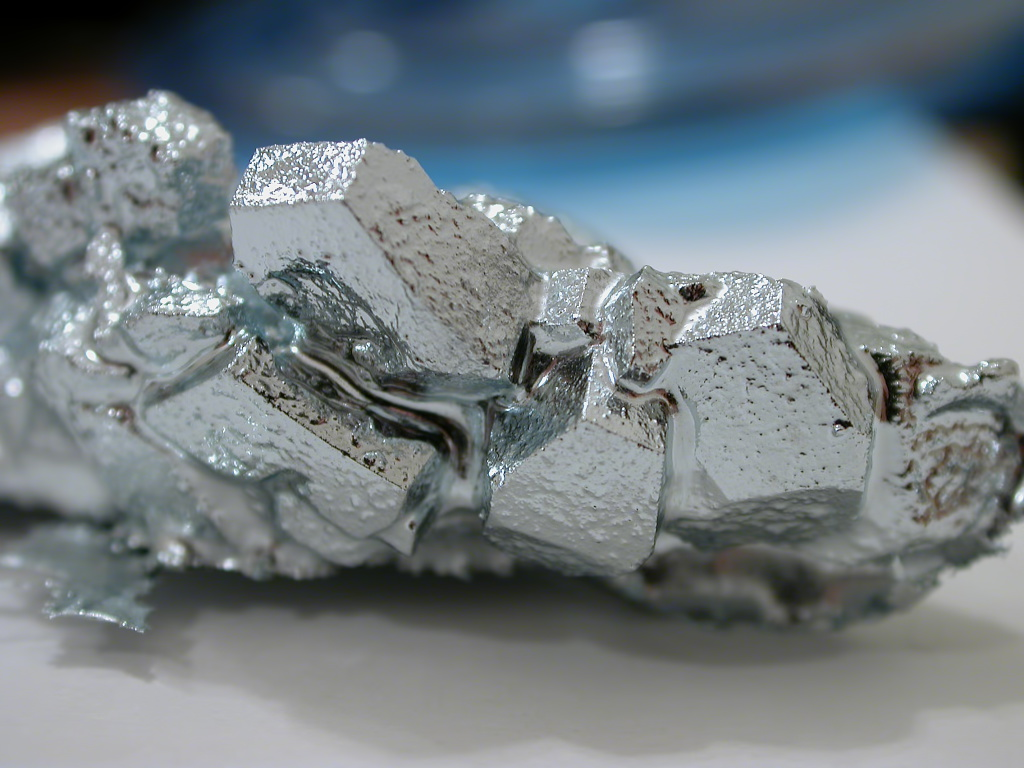
Cristais de gálio.

Em química, um metal, do grego antigo  métalon pode ser chamado de várias maneiras: pode ser  um elemento, uma substância ou uma liga metálica caracterizado pela sua boa condutividade térmica e elétrica, geralmente apresentando uma cor prateada ou amarelada, e uma elevada dureza. Qualquer metal pode ser definido também como um elemento químico que forma aglomerados de átomos com caráter metálico.
Em um metal, cada átomo exerce apenas uma fraca atração nos eléctrons mais externos, da camada de valência, que podem então fluir livremente, proporcionando a formação de íons positivos e o estabelecimento de ligações iônicas com não-metais. Os eléctrons de valência são também responsáveis pela alta condutividade dos metais (teoria de bandas).
Os metais são um dos três grupos dos elementos distinguidos por suas propriedades de ionização e de ligação, junto com os metalóides (essa primeira classificação está caindo em desuso, por isso os metalóides foram revisados e alguns foram classificados como metais, e outros como ametais) e os não-metais. A maioria dos metais é quimicamente estável, com a exceção notável dos metais alcalinos e alcalino-terrosos, encontrados nas duas primeiras colunas à esquerda da tabela periódica. Alguns elementos antes classificados como metalóides, hoje são considerados metais, são esses o Germânio, Antimônio e Polônio, os demais são considerados ametais.

## Características gerais

### Condutibilidade
A condutividade térmica {\displaystyle \kappa } quantifica a habilidade dos materiais de conduzir calor. Materiais com alta condutividade térmica conduzem calor de forma mais rápida que os materiais com baixa condutividade térmica. A condutividade elétrica ({\displaystyle \sigma }) é usada para especificar o caráter elétrico de um material. Ela é o recíproco da resistividade. Ela é indicativa da facilidade com a qual um material é capaz de conduzir uma corrente elétrica.
Os metais são por natureza bons condutores térmicos e elétricos.

### Maleabilidade

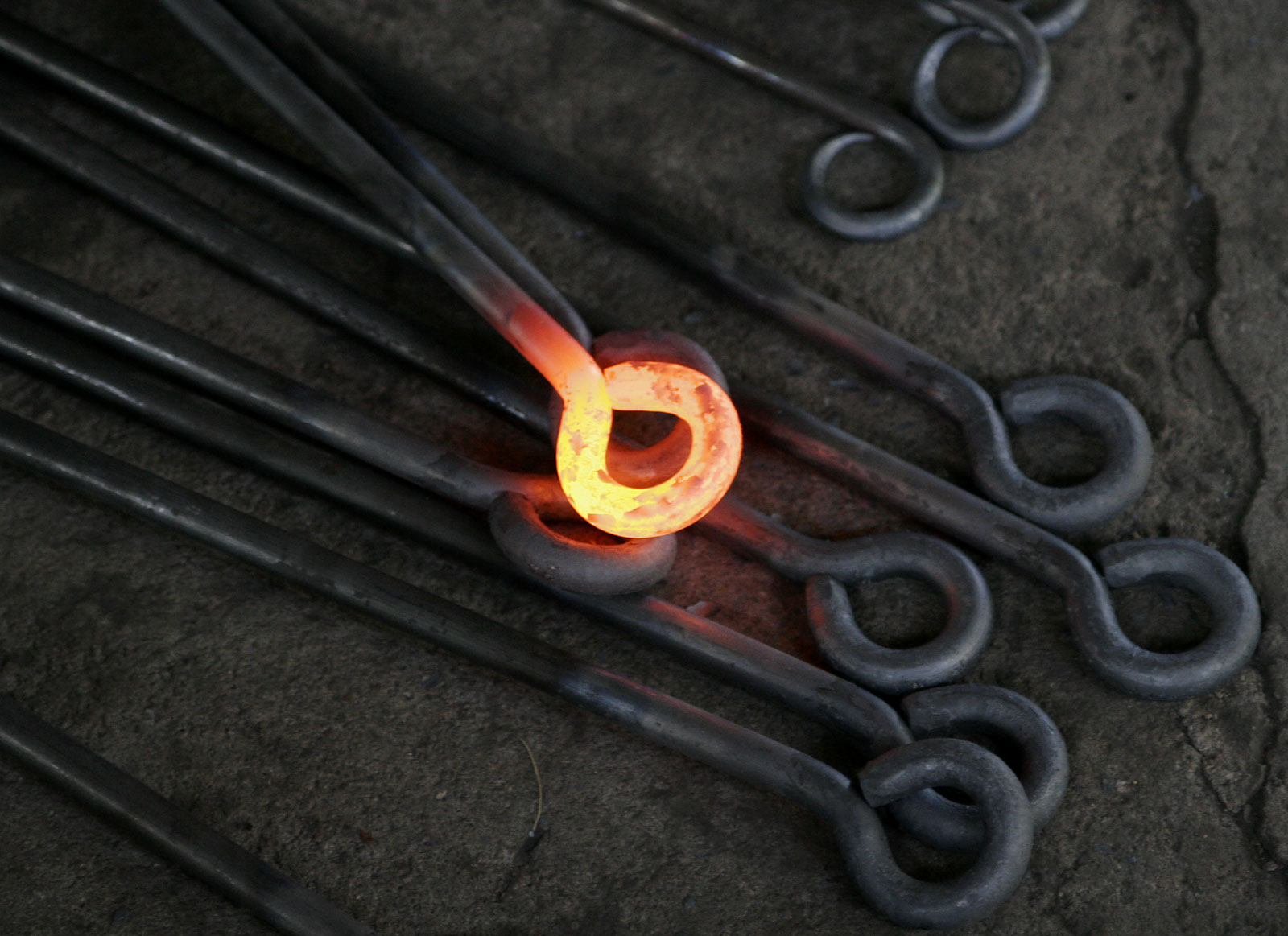
Metal forjado a fogo.

A maleabilidade é uma propriedade que junto a ductilidade apresentam os corpos ao serem moldados por deformação. A diferença é que a ductilidade se refere a formação de filamentos e a maleabilidade permite a formação de delgadas lâminas do material sem que este se rompa, tendo em comum que não existe nenhum método para quantificá-los. Em muitos casos, a maleabilidade de uma substância metálica aumenta com a temperatura. Por isso, os metais são trabalhados mais facilmente a quente.
Os metais são fáceis de serem transformados em lâminas.

### Elasticidade
Elasticidade estuda o comportamento de corpos materiais que se deformam ao serem submetidos a ações externas (forças devidas ao contato com outros corpos, ação gravitacional agindo sobre sua massa, etc.), retornando à sua forma original quando a ação externa é removida. Até um certo limite ela depende do material e temperatura.
A elasticidade linear, entretanto, é uma aproximação; os materiais reais exibem algum grau de comportamento não-linear.
Os metais apresentam alta capacidade de voltar ao normal após serem esticados.

### Brilho
O Brilho ou lustre é um termo que descreve o modo como a luz é refletida pela superfície de um mineral, ou qualquer outra superfície polida. A reflectividade de uma substância é dada pela razão entre a quantidade de luz reflectida e a quantidade de luz incidente. Os metais têm brilho, que recebe o nome característico de brilho metálico.

## Cristalografia
Os metais apresentam grande diversidade de propriedades físicas e químicas, conforme a pressão, temperatura e outras variáveis, diferentes tipos de mecanismos e estruturas de cristalização, o que também lhe altera as características.
Geralmente, os metais apresentam ordenação cristalina simples, com alto nível de aglutinação atômica (o que implica alta densidade) e numerosos elementos de simetria. No que se refere às combinações, apresentam forte tendência a não formar compostos entre si, mas têm afinidade com elementos não metálicos como o oxigênio e o enxofre, com os quais formam, respectivamente, óxidos e sulfetos.

## Metalografia
O tamanho, forma e disposição das partículas metálicas, especificados pela metalografia, são fundamentais para o reconhecimento das propriedades físicas que determinam a plasticidade, resistência à tração, dureza e outras propriedades do material. Esses fatores podem ser alterados por tratamentos térmicos (ciclos de aquecimento resfriamento controlados) ou mecânicos (forjamento, trefilação, laminação,
Com exceção do mercúrio, os metais se caracterizam por estarem no estado sólido em CNTP.

## Tipos de metais

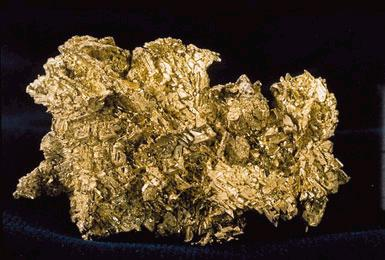
Pepita de ouro.

Os metais quando enumerados alcançam um total de cinquenta e sete elementos químicos, havendo grandes diferenças entre eles como mercúrio (que é líquido) e o sódio (que é leve). Os mais conhecidos e utilizados são o ferro, cobre, estanho, chumbo, alumínio, zinco, ouro e a prata estes dois últimos classificados como metais preciosos.
É comum separar os metais em dois grandes grupos: os ferrosos (compostos por ferro) e os não-ferrosos (onde o ferro está ausente).
Um outro grupo é composto pelos metais pesados que são metais quimicamente altamente reativos e bioacumuláveis. Como exemplos: cobalto, cobre, manganês, molibdênio, vanádio, estrôncio, e zinco.
A mistura de metais formam as ligas metálicas.

## Relação dos metais existentes

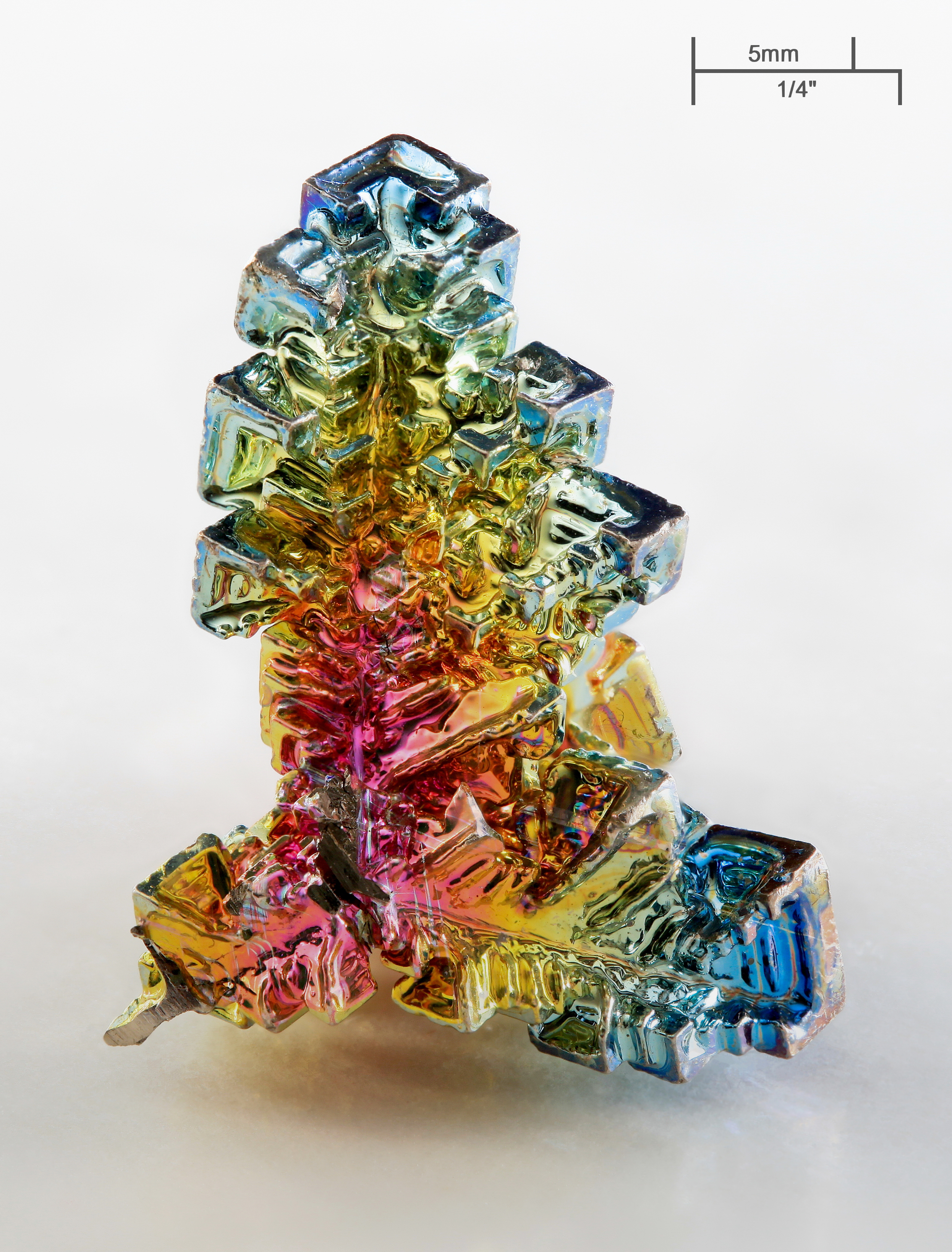
Cristais de bismuto.

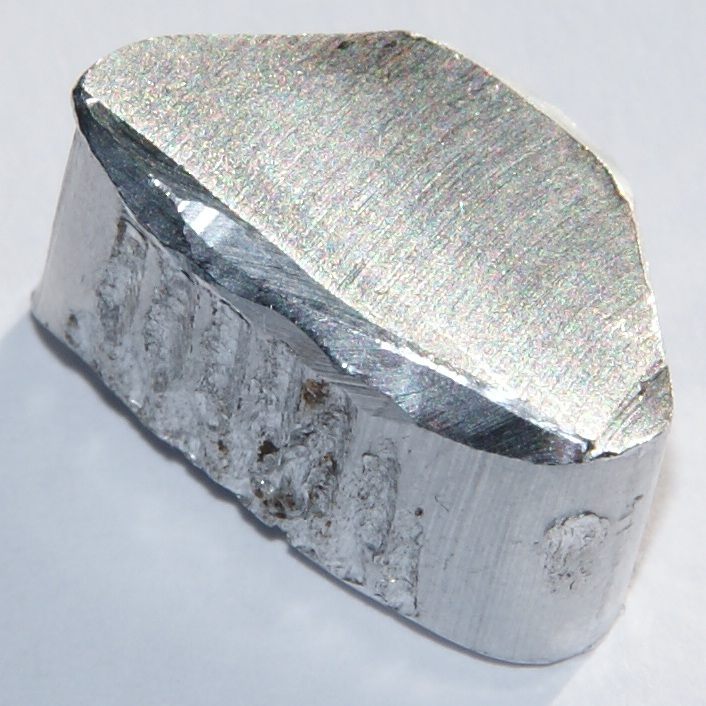
Pedaço de alumínio.

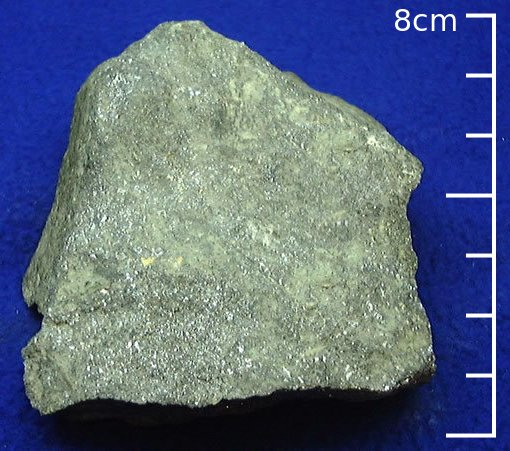
Minério de chumbo.

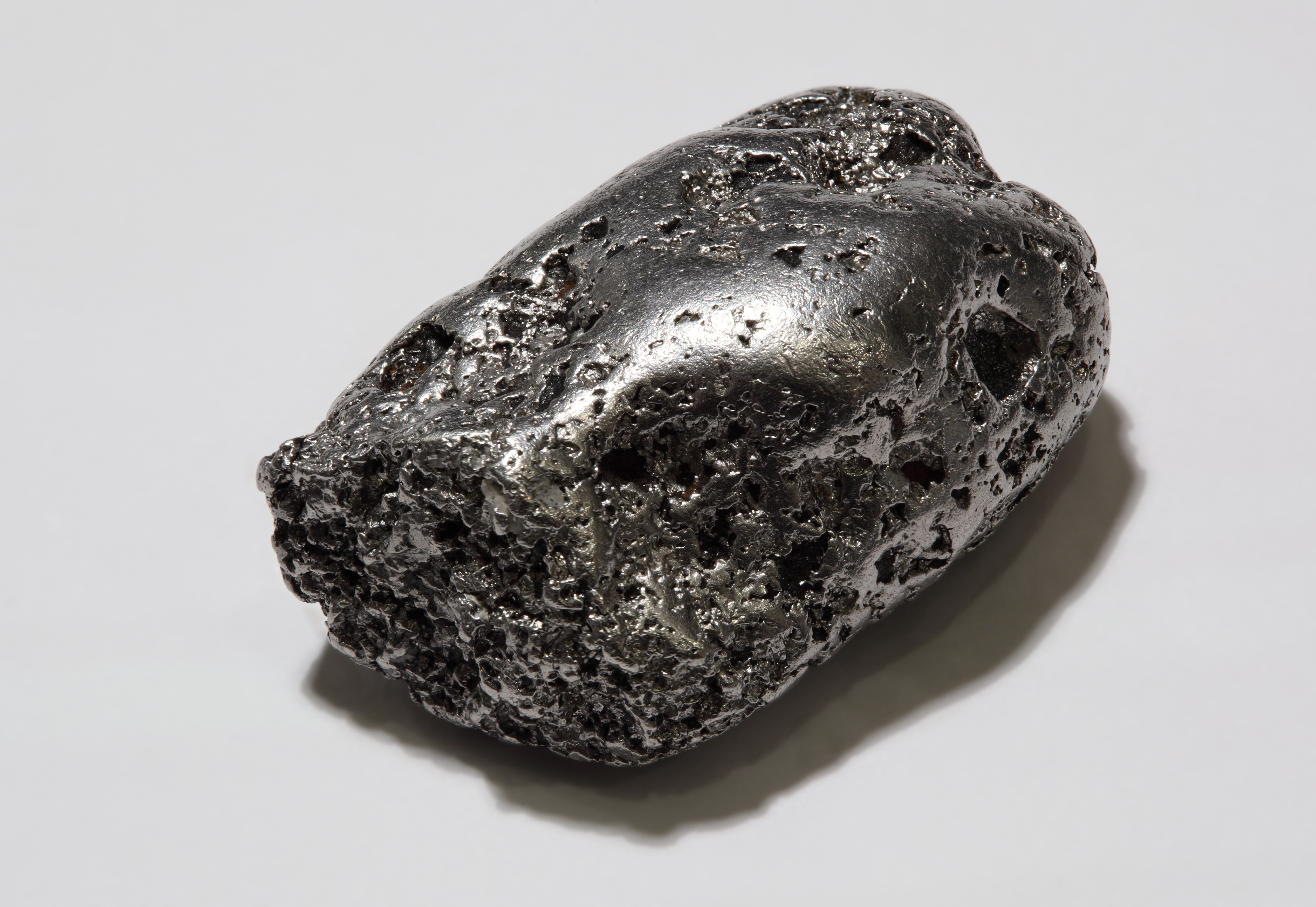
Pepita de platina.

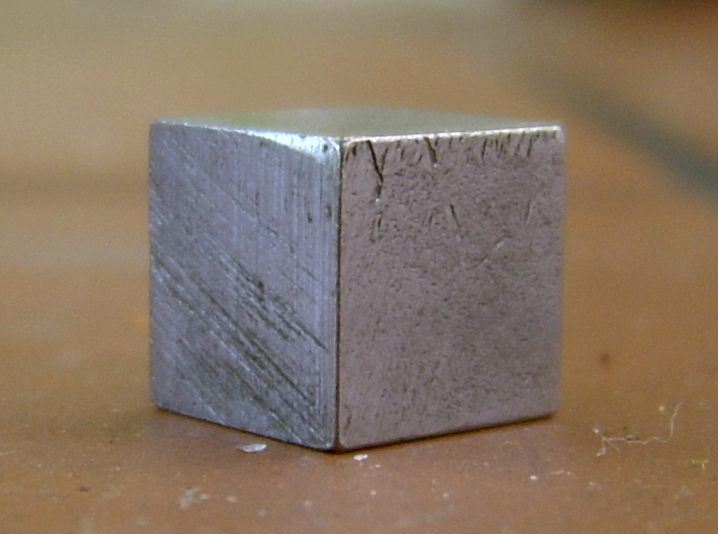
Cubo metálico de estanho.

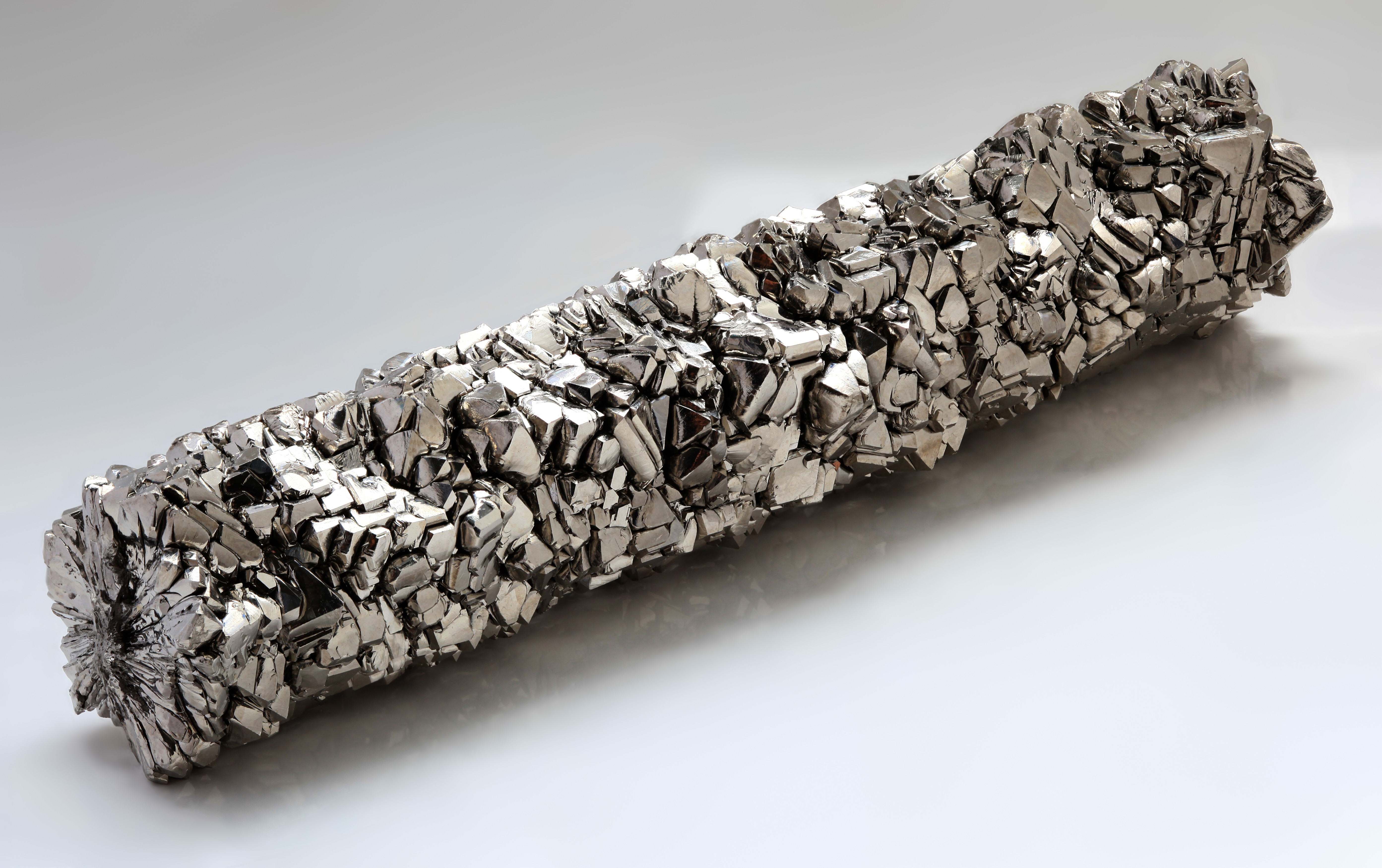
Barra de cristais de titânio.

### Metais alcalinos
- Césio (Cs)
- Frâncio (Fr)
- Lítio (Li)
- Potássio (K)
- Rubídio (Rb)
- Sódio (Na)

### Metais alcalino-terrosos
- Bário (Ba)
- Berílio (Be)
- Cálcio (Ca)
- Magnésio (Mg)
- Rádio (Ra)
- Estrôncio (Sr)

### Metais de transição
- Prata (Ag, metal precioso)
- Bório (Bh)
- Cádmio (Cd)
- Cromo (Cr)
- Cobalto (Co)
- Copernicium (Cn)
- Cobre (Cu)
- Darmstácio (Ds)
- Dubnium (Db)
- Ferro (Fe)
- Háfnio (Hf)
- Hássio (Hs)
- Iridio (Ir)
- Manganês (Mn)
- Meitnério (Mt)
- Mercúrio (Hg)
- Molibdênio (Mo)
- Níquel (Ni)
- Nióbio (Nb)
- Ouro (Au, metal precioso)
- Ósmio (Os)
- Paládio (Pd, metal precioso)
- Platina (Pt, metal precioso)
- Rênio (Re)
- Ródio (Rh)
- Roentgenium (Rg)
- Ruténio (Ru)
- Rutherfordium (Rf)
- Escândio (Sc)
- Seabórgio (Sg)
- Tântalo (Ta)
- Tecnécio (Tc)
- Titânio (Ti)
- Tungstênio (W)
- Vanádio (V)
- Ítrio (Y)
- Zinco (Zn)
- Zircônio (Zr)
- Lantanídeos (La)
- Actinídeos (Ac)

### Outros metais
- Alumínio (Al)
- Antimônio (Sb)
- Bismuto (Bi)
- Estanho (Sn)
- Gálio (Ga)
- Germânio (Ge)
- Índio (In)
- Chumbo (Pb)
- Tálio (Tl)
- Polônio (Po)